# NGC 5105
NGC 5105 (również PGC 46664) – galaktyka spiralna z poprzeczką (SBc), znajdująca się w gwiazdozbiorze Panny. Odkrył ją Lewis A. Swift 3 czerwca 1886 roku.
W galaktyce tej zaobserwowano supernową SN 2007W.